# 사우스 차이나 모닝 포스트
《남화조보》(중국어: 南華早報 난화자오바오[*]) 또는 《사우스 차이나 모닝 포스트》(영어: South China Morning Post, SCMP)는 홍콩의 신문으로, 알리바바 그룹의 계열사이다. 1903년에 설립되었으며 일간지와 인터넷 신문을 발행하고 있다.

## 역사
설립 당시는 청나라 말기로 《남청조보》(중국어: 南清早報)라는 이름이었으나, 중화민국의 민국시대가 시작된지 1년 후인 1913년에 현재의 이름인 《남화조보》(중국어: 南華早報)로 개명했다.
제 2차 세계대전 당시 일본이 홍콩을 점령했을 때 사우스 차이나 모닝 포스트는 발행이 중단되고 인쇄시설은 일본에 징용됐다. 종전 이후 발행이 재개되었다. 1986년 루퍼트 머독이 지분 35%를 인수했고 다음해 뉴스코프에 자회사로 편입시켰다. 1989년 톈안먼 사건 이후 머독은 말레이시아 출신 사업가 로버트 쿠옥에게 신문을 매각했다. 20세기 후반 사우스 차이나 모닝 포스트는 세계에서 가장 수익이 좋은 신문으로 꼽혔다. 1997년 8억 홍콩 달러, 2015년 가치로 2억 미국 달러의 수익을 냈는데, 독자 한명당 420달러 수준이었다. 2000년 뉴욕 타임스는 독자 한면당 90달러 수익에 그쳤다.
2015년 12월 알리바바가 인수 시작, 2016년 4월 완료하였다.

## 신뢰도
2014년 홍콩 중문 대학교에서 홍콩 주민들을 대상으로 시행한 언론 신뢰도 조사에서 21개 신문들 중에서 1위, 전체 언론사 중에서는 2위를 차지했다.
2015년 알리바바의 인수로 사우스 차이나 모닝 포스트의 신뢰도에 의문이 생겼다. 알리바바 측은 "객관적이고, 공정하고, 정확한" 보도를 약속했다. 2022년 중문 대학교의 조사에서 사우스 차이나 모닝 포스트는 구독 신문에서는 신뢰도 1위를 지키고, 전체 언론에서는 5위를 차지했다. 하지만 홍콩 국가보안법의 시행으로 인한 전반적인 언론의 신뢰도 하락 속에 점수가 2013년 10점 만점에 6.98점에서 2022년 5.95점으로 하락했다.

## 같이 보기
- 화난